# Pekka Vasala
Pekka Vasala (Riihimäki, 17 de abril de 1948) é um ex-meio-fundista e campeão olímpico de atletismo da Finlândia.
Depois de uma fraca participação nos Jogos da Cidade do México em 1968, quando não conseguiu classificar-se além das eliminatórias, Vasala teve grande melhora em seus tempos nos quatro seguintes, especialmente por seu treinamento em percursos em subidas, realizados no interior da Finlândia. O treinamento deu resultados e nos Jogos Olímpicos de Munique, em 1972, ele ganhou a medalha de ouro dos 1500 m, vencendo a prova em 3m36s3 e derrotando por meio segundo o campeão e favorito queniano Kip Keino, num dia especialmente feliz para os finlandeses, pois Lasse Virén também ganhou o ouro na prova dos 5000 m, uma hora e meia depois.